# Königliche Streitkräfte Kambodschas
Die Königlichen Streitkräfte Kambodschas (franz.: Forces armées royales cambodgiennes, engl. Royal Cambodian Armed Forces, Khmer: កងទ័ពយុទ្ធពលខេឞរភូមិន្ទ km, Kangtorp Yuthipol Khemarak Phumin) (RCAF) sind die bewaffneten Streitkräfte des Königreichs Kambodscha.

## Organisation
Die Königlichen Streitkräfte Kambodschas setzen sich aus den Teilstreitkräften zusammen:
- Heer (Royal Cambodian Army)
- Marine (Royal Cambodian Navy) und
- Luftwaffe (Royal Cambodian Air Force)

Zudem existiert die paramilitärische Royal Gendarmerie of Cambodia (Khmer: កងរាជអាវុធហត្ថ). Oberbefehlshaber der Streitkräfte ist der kambodschanische König Norodom Sihamoni. Verteidigungsminister ist General Tea Banh.
Das Land ist in 5 Militärregionen aufgeteilt:
- Region I: Stung Treng
- Region II: Kampong Cham
- Region III: Kampong Speu
- Region IV: Siem Reap
- Region V: Battambang

Der Sitz des Hauptquartiers ist Khan 7 Makara, Phnom Penh.
Die Streitkräfte hatten 2021 eine Gesamtstärke von 124.300 Mann, dabei sind bis zu 67.000 Soldaten paramilitärische Kräfte. Der Wehretat betrug 2021 643,38 Millionen US-Dollar, was etwa 2,3 % des Bruttoinlandsprodukts von Kambodscha entspricht.

## Geschichte
Die Königlichen Streitkräfte Kambodschas wurden von König Norodom Sihanouk 1953 als Forces armées royales khmères (FARK) gegründet. Die Franzosen mussten 1954 auf der Genfer Indochinakonferenz die Unabhängigkeit Kambodschas anerkennen. Lon Nol, der bereits seit 1969 Premierminister war, wurde 1972 Präsident und rief die Republik Khmer aus. Südvietnamesische und amerikanische Truppen unterstützten nun im Lande die Regierungseinheiten (Forces armées nationales khmères; FANK) im Kampf gegen die Roten Khmer, die Vietminh und die Nordvietnamesische Volksarmee (NVA). 1975 konnten die Roten Khmer schließlich Phnom Penh erobern, woraufhin sie das Demokratische Kampuchea ausriefen. Ende 1978 begann eine Offensive vietnamesischer Truppen zur Beendigung des Terror-Regimes der Roten Khmer. Bereits am 7. Januar 1979 eroberten sie Phnom Penh. Die Roten Khmer zogen sich nach Nordwestkambodscha zurück und begannen einen neuen Guerillakrieg. Unter der von Heng Samrin geleiteten „Einheitsfront für die Nationale Rettung Kambodschas“ wurde die Volksrepublik Kampuchea ausgerufen. 1991 schlossen die vier Bürgerkriegsparteien den Pariser Friedensvertrag, der einen Waffenstillstand bestimmte und für 1993 Neuwahlen ansetzte. Nach den Wahlen trat eine neue Verfassung in Kraft, die als Staatssystem eine konstitutionelle Monarchie mit demokratischem Mehrparteiensystem und einer Marktwirtschaft bestimmte. Die Streitkräfte wurden wieder in Königliche Streitkräfte Kambodschas umbenannt. 1997 gipfelten die Spannungen zwischen dem Ersten und Zweiten Ministerpräsidenten, Prinz Norodom Ranariddh und Hun Sen, in offenen kriegerischen Auseinandersetzungen. Die Armee hatte sich gespalten und die Truppenteile unterstützten jeweils eine der beiden Parteien. Schließlich ging Hun Sen als Sieger hervor.

## Ausrüstung
Die Königlichen Streitkräfte Kambodschas verfügten 2006 über die nachfolgende Ausrüstung vorwiegend sowjetischer und chinesischer Herkunft. Kambodscha modernisiert seine Streitkräfte vor allem in Zusammenarbeit mit China.

### Royal Cambodian Army
- Soldaten: 75.000
- Kampfpanzer (T-54, T-55): 150
- Transportpanzer (BRDM-2/BTR-70): 190

### Royal Cambodian Air Force
Die Royal Cambodian Air Force verfügt über 1.500 Soldaten und betreibt folgende Flugzeug- und Hubschraubertypen (Stand Ende 2021):
| Flugzeug      | Foto      | Herkunft               | Verwendung            | Version    | Aktiv     | Bestellt  | Anmerkungen                     |
| Flugzeuge     | Flugzeuge | Flugzeuge              | Flugzeuge             | Flugzeuge  | Flugzeuge | Flugzeuge | Flugzeuge                       |
| ------------- | --------- | ---------------------- | --------------------- | ---------- | --------- | --------- | ------------------------------- |
| BN-2 Islander |           | Vereinigtes Königreich | Transportflugzeug     |            | 1         |           |                                 |
| Xi’an MA60    |           | Volksrepublik China    | Transportflugzeug     |            | 2         |           |                                 |
| Harbin Y-12   |           | Volksrepublik China    | Transportflugzeug     |            | 1         |           |                                 |
| Aero L-39     |           | Tschechoslowakei       | Schulflugzeug         |            | 6         |           | Weitere Maschinen sind geplant. |
| Hubschrauber  |           |                        |                       |            |           |           |                                 |
| H125 Écureuil |           | Frankreich             | Mehrzweckhubschrauber | H125MAS355 | 1         |           |                                 |
| Mil Mi-8      |           | Sowjetunion            | Mehrzweckhubschrauber | Mi-17      | 8         |           |                                 |
| Harbin Z-9    |           | Volksrepublik China    | Mehrzweckhubschrauber |            | 9         |           |                                 |

### Royal Cambodian Navy
- Soldaten inkl. Marineinfanterie: 2.800
- Schnellboote: 4